# Simulium nubis
Simulium nubis es una especie de insecto del género Simulium, familia Simuliidae, orden Diptera.
Fue descrita científicamente por Davies & Gyorkos, 1987.